# 山口益
山口 益（やまぐち すすむ、1895年1月27日 - 1976年10月21日）は、日本の仏教学者。大谷大学教授・学長。

## 経歴
1895年、京都府京都市に生まれた。大谷大学で学び、1918年に卒業。1927年から29年にかけてフランスに留学し、シルヴァン・レヴィに師事。欧州における梵語・チベット語研究を学び、チベット大蔵経や大乗仏典などの原典文献の研究を行った。
1933年より大谷大学教授。1943年、京都帝国大学に学位論文『仏教に於ける無と有との対論』を提出して文学博士号を取得。1950年より1958年まで大谷大学学長を務めた。大谷大学を退任後、名誉教授となった。また、京都産業大学教授。1965年、日本学士院会員に選出された。
宗門においては、1972年から没時まで真宗大谷派真宗教学研究所長を務めた。また、真宗大谷派の願照寺住職でもあった。

## 受賞・栄典
- 1962年：紫綬褒章
- 1964年：文化功労者

## 研究内容・業績
1955年から1961年の間に、『北京版西蔵大蔵経』を影印刊行（鈴木学術財団刊）し、チベット語文献を用いてインドの大乗仏教を研究する「仏教チベット学」を提唱した。

## 著作
著書
- 『佛教に於ける無と有との對論』（山喜房佛書林 1941）
  - 新装版1975年
- 『中觀佛教論攷』（山喜房佛書林 1944年）
- 『世親の成業論 善慧戒の註釋による原典的解明』（法藏館 1951）
  - 新装版 2011年
- 『般若思想史』（法藏館 1951）
  - 復刻版 1999年
- 『世親唯識の原典解明』野澤靜證共著（法蔵館 1953）
  - 新装版 2011年
- 『世親の浄土論 無量寿経優波提舎願生偈の試解』（法藏館 1963）
  - 再版 1972年
  - 新装版 2011年
- 『空の世界 龍樹から親鸞へ』（理想社 1967）
  - 再版 大法輪閣 2006年[4]
- 『大乗としての浄土』（理想社 1968）
  - 再版 大法輪閣 2007年[5]
- 『仏教思想入門』（理想社 1968）
  - 新装版 1981年
  - 再版 1995年[6]
- 『山口益仏教学文集』上・下（春秋社、1972-1973）
- 『仏教学序説』 横超慧日・安藤俊雄・舟橋一哉共著（平楽寺書店 1961） 
  - 新装版1981年[7]
- 『仏教聖典』編著（平楽寺書店 1974）[8]
- 『唯識二十論の対訳研究』佐々木月樵共著（国書刊行会 1977）
- 『倶舎論の原典解明　世間品』舟橋一哉共著（法蔵館 1987）

論文
- CiNii>山口益
- INBUDS>山口益